# Mangifera altissima
Mangifera altissima là một loài thực vật thuộc họ Anacardiaceae. Loài này có ở Indonesia, Malaysia, Papua New Guinea, Philippines, và quần đảo Solomon. Chúng hiện đang bị đe dọa vì mất môi trường sống.